# Beuren am Ried

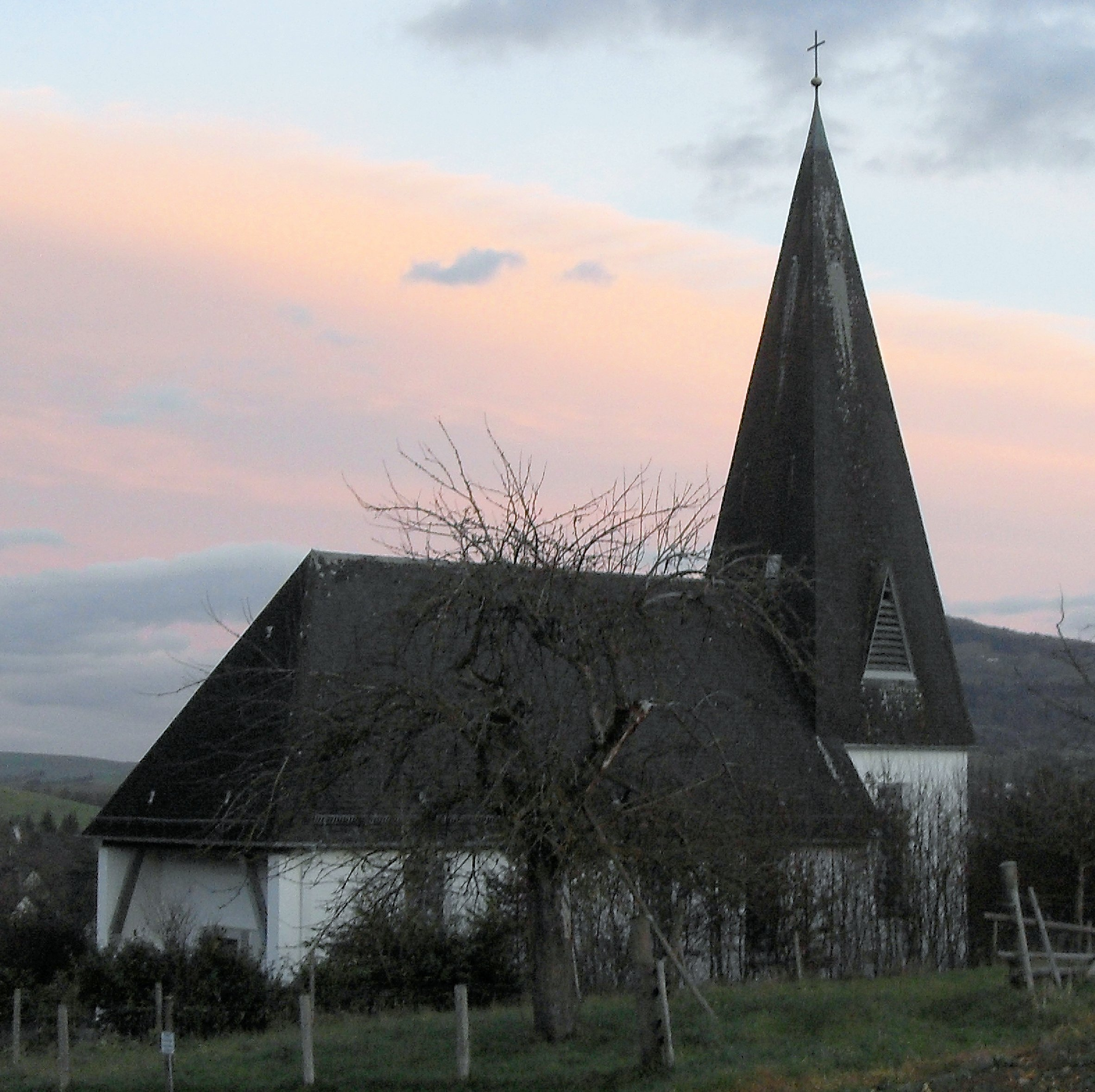
Die katholische Filialkirche St. Wendelin

Beuren am Ried ist ein Stadtteil von Tengen im baden-württembergischen Landkreis Konstanz mit 333 Einwohnern (31. Aug. 2014).

## Geographie
Beuren am Ried liegt südöstlich des Kernortes Tengen, unweit südwestlich verläuft die Staatsgrenze zur Schweiz.
Durch den Ort fließt die Biber.

## Geschichte
Die erste urkundliche Erwähnung datiert aus dem Jahr 965. Beuren war mehrere Jahrzehnte Endstation der Randenbahn, die von Singen bis nach Beuren-Büßlingen führte. Die Struktur von Beuren war jahrhundertelang durch die Landwirtschaft geprägt, erst nach dem Zweiten Weltkrieg entwickelte sich der Ort zu einer Wohngemeinde.
Die ehemals selbständige Gemeinde wurde am 1. Januar 1972 nach Büßlingen eingemeindet. Diese schloss sich am 1. Januar 1975 mit drei weiteren Gemeinden zur neuen Stadt Tengen zusammen.

## Wappen
| Wappen der ehemaligen Gemeinde Beuren am Ried | Blasonierung: „In Silber (weiß) ein gradarmiges schwarzes Tatzenkreuz, belegt mit einem goldenen Herzschild, darin ein grünes Kleeblatt auf grünem Dreiberg.“ |
| Wappen der ehemaligen Gemeinde Beuren am Ried | Wappenbegründung: Das Tatzenkreuz symbolisiert die ehemalige Zugehörigkeit zur Deutschordens-Herrschaft Blumenfeld.                                           |

## Verkehr
Beuren am Ried liegt an der Bundesstraße 314 und der Landesstraße 188.

## Söhne und Töchter des Ortes
- Christine Muscheler-Frohne (* 1950), Politikerin (Grüne), ehemalige Landtagsabgeordnete